# Aquari públic

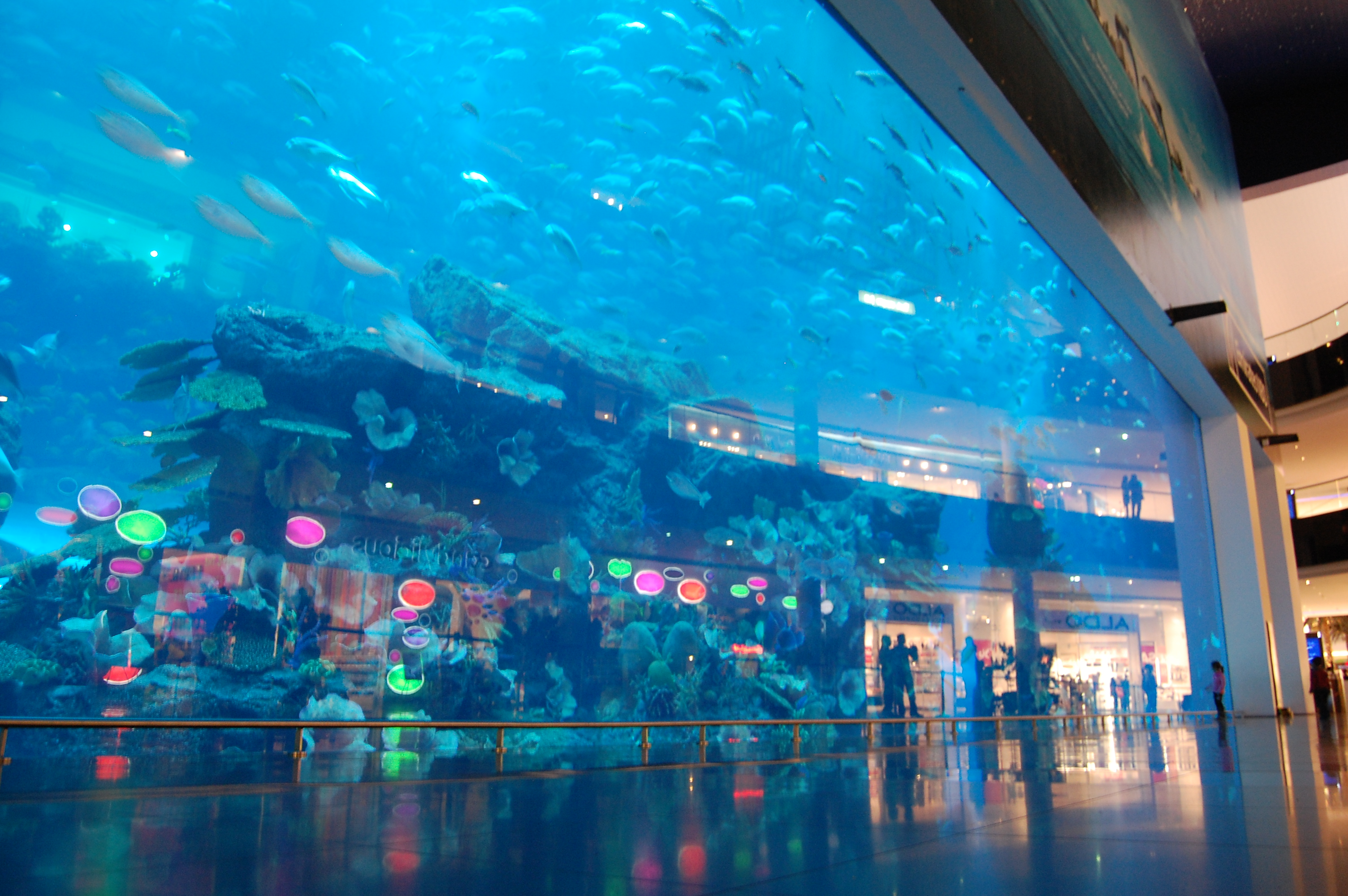
Dubai Mall Aquarium

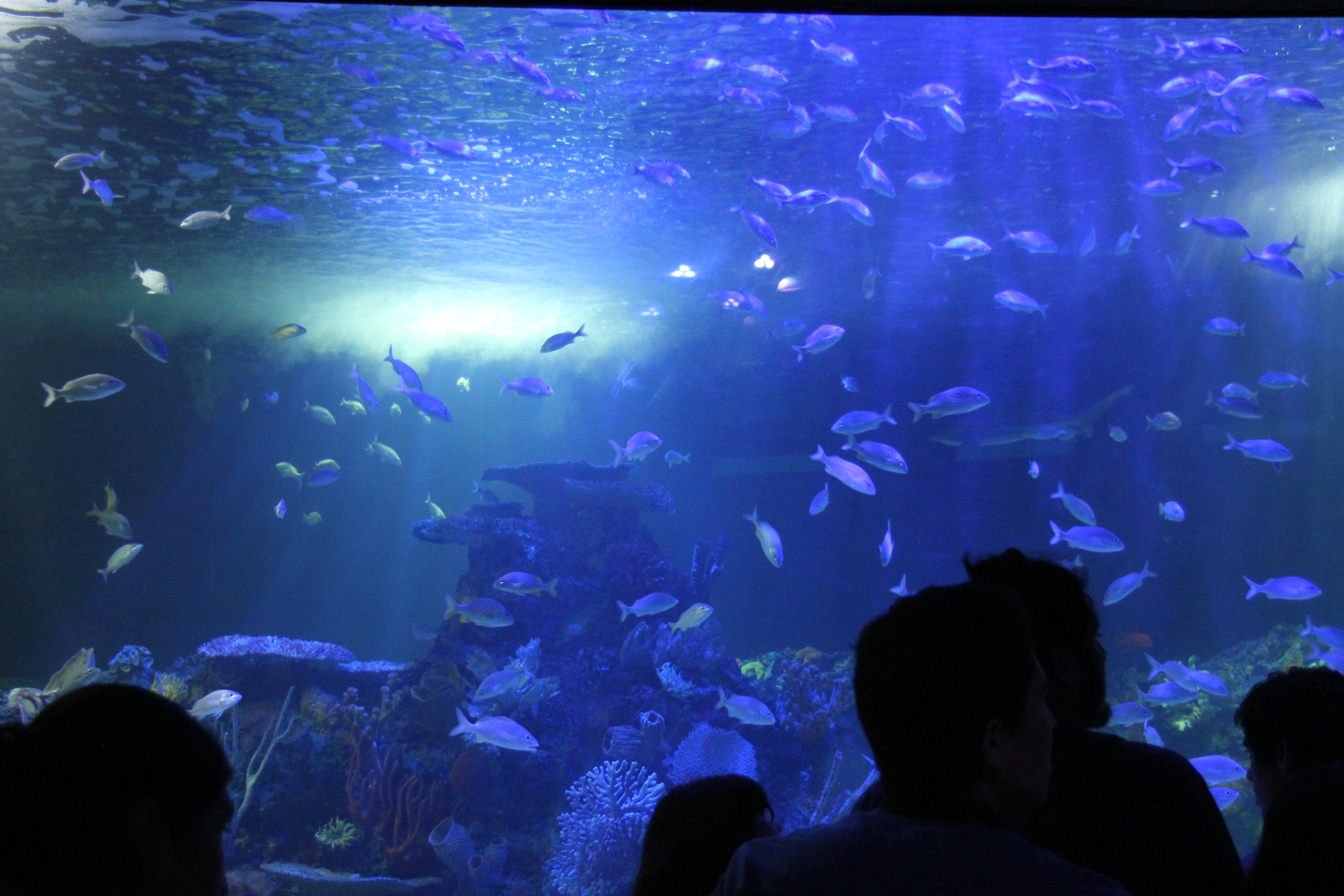
Aquari Inbursa a la Ciutat de Mèxic

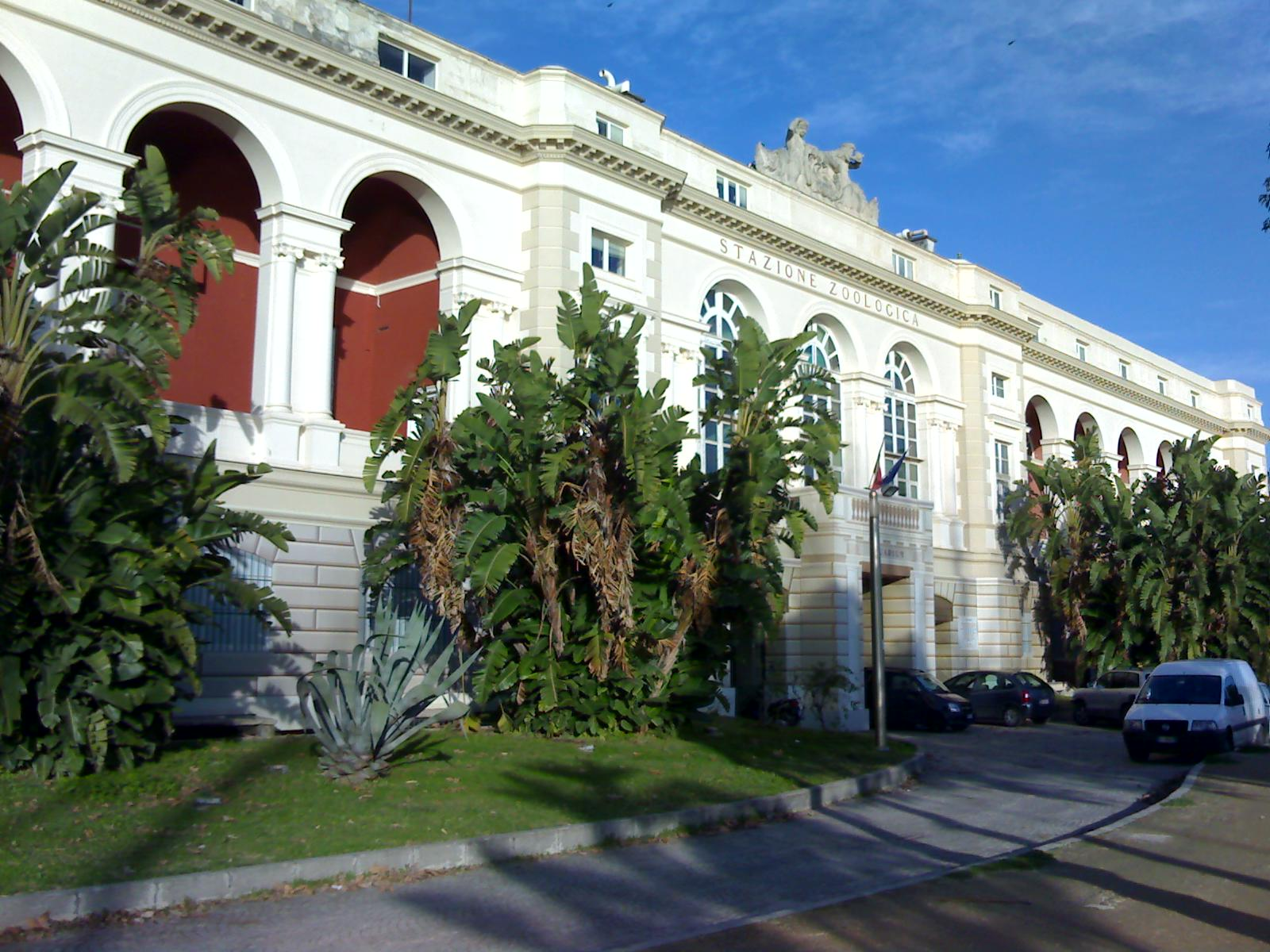
Estació Zoològica de Nàpols

Un aquari públic o aquarium és una instal·lació oberta al públic l'interior de la qual allotja espècies aquàtiques en peixeres o aquaris. La major part dels aquaris públics presenten una determinada quantitat de tancs de poca capacitat, així com un o més dipòsits majors. Els dipòsits més grans tenen una capacitat de diversos milions de litres d'aigua i poden albergar espècies mida de gran, incloent dofins, taurons o balenes. Els animals semiaquàtics (llúdries, pingüins, etc.) poden ser albergats també per aquaris públics.
Des del punt de vista operacional, un aquari és similar en molts aspectes a un zoològic o museu. Un bon aquari tindrà exposicions especials per a atreure als visitants, a més de la seva col·lecció permanent. Uns quants tenen la seva pròpia versió de “zoo per a tocar”; per exemple, el Monterey Bay Aquarium, a Califòrnia, té un dipòsit superficial ple de tipus comuns de ratlles, i el públic pot “tocar” les seves pells coriàcies quan passen.
Així com els zoos, els aquàriums normalment tenen un cos especialitzat d'investigadors que estudia els costums i biologia dels seus espècimens. En els últims anys, els grans aquaris han estat intentant adquirir i criar diverses espècies de peixos d'oceà obert, i fins i tot cnidaris (meduses, per exemple), una tasca difícil perquè aquestes criatures mai abans han trobat superfícies sòlides com les parets d'un dipòsit, i no han adquirit l'instint per a apartar-se de les parets en lloc de xocar-hi.

## Etimologia
La paraula aquarium és un préstec lingüístic procedent del llatí, format per la paraula aqua, que significa 'aigua', més el sufix -arium, que indica un lloc per a guardar coses, en aquest cas l'aigua.

## Història
El primer aquari públic va obrir a Regent's Park, Londres, el 1853, mentre que el més antic encara actiu a Europa (1874) es troba a l'Estació Zoològica de Nàpols, Itàlia. Phineas Taylor Barnum va establir al cap de poc el primer aquari estatunidenc, obert a Broadway, Nova York. La major part dels aquaris públics es localitzen prop de l'oceà, per a tenir un subministrament constant d'aigua de mar natural. Un aquari pioner d'interior va ser el Shedd Aquarium de Chicago, que rebia l'aigua de mar transportada per ferrocarril.
El gener de 1985, Kelly Tarlton va començar la construcció del primer aquari que incloïa un gran túnel acrílic transparent, a Auckland, Nova Zelanda, una tasca que va necessitar 10 mesos i va costar tres milions de dòlars neozelandesos. El túnel de 110 m es va construir amb fulles de plàstic de fabricació alemanya que es conformaven allí en un gran forn. Actualment, una cinta mecànica transporta els visitants, i grups d'escolars ocasionalment hi passen la nit, sota els taurons i les ratlles.

## Altres dades d'interès
Sovint, alguns aquaris públics s'afilien a institucions superiors de recerca oceanogràfica importants o condueixen els seus propis programes de recerca, i normalment (encara que no sempre) s'especialitzen en les espècies i ecosistemes que es poden trobar en les aigües locals. Un exemple és l'Aquari d'esculls de corall a Xcaret, Mèxic, que compta amb programes de reproducció i propagació d'espècies de corall amenaçades de la mar Carib.

Als Països Catalans hiidestaca L'Oceanogràfic, amb el major volum a Europa, amb 6,9 milions de litres d'aigua; el més gran del món és l'Aquari de Geòrgia, els Estats Units, amb 24 milions de litres.

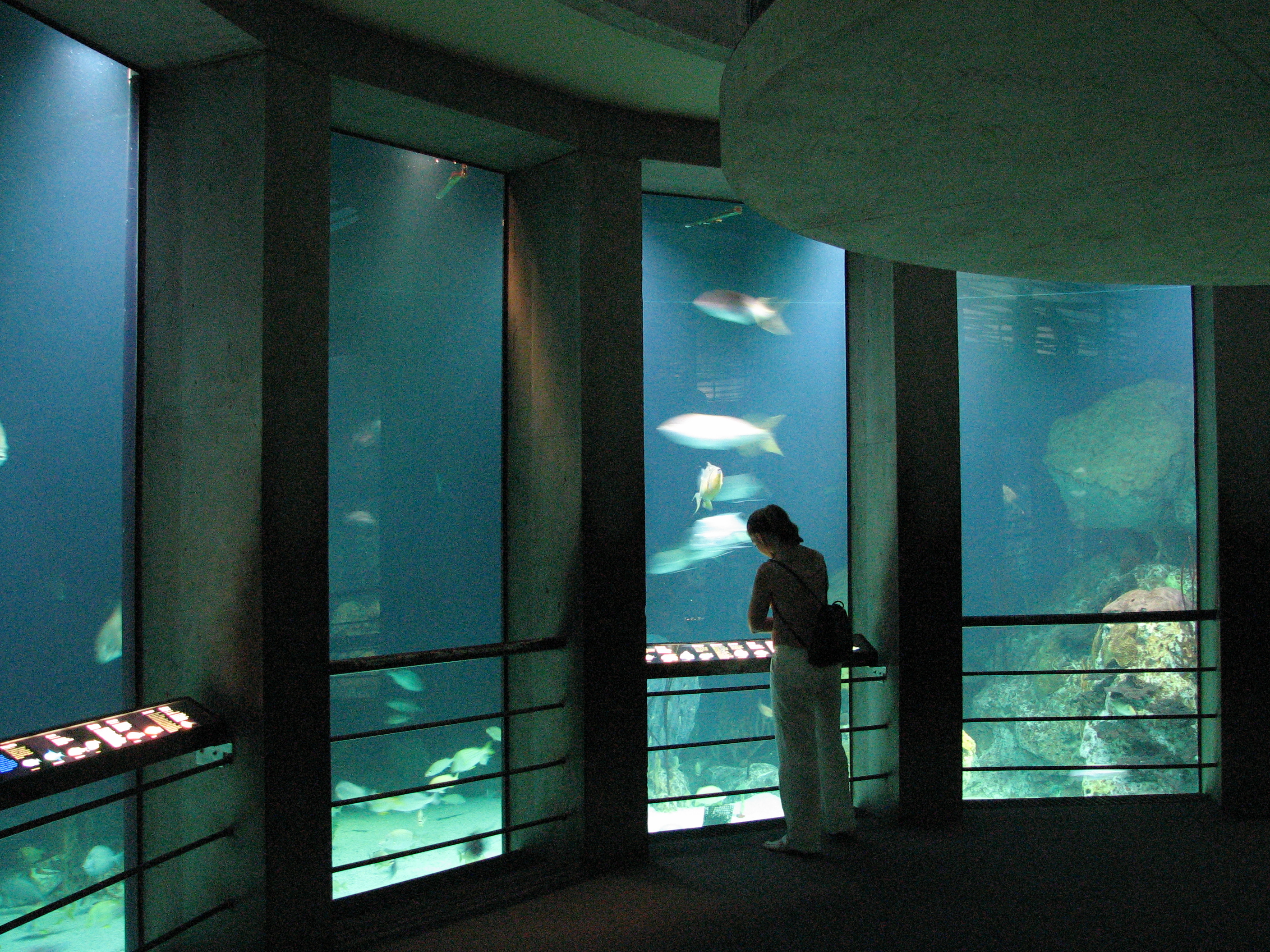
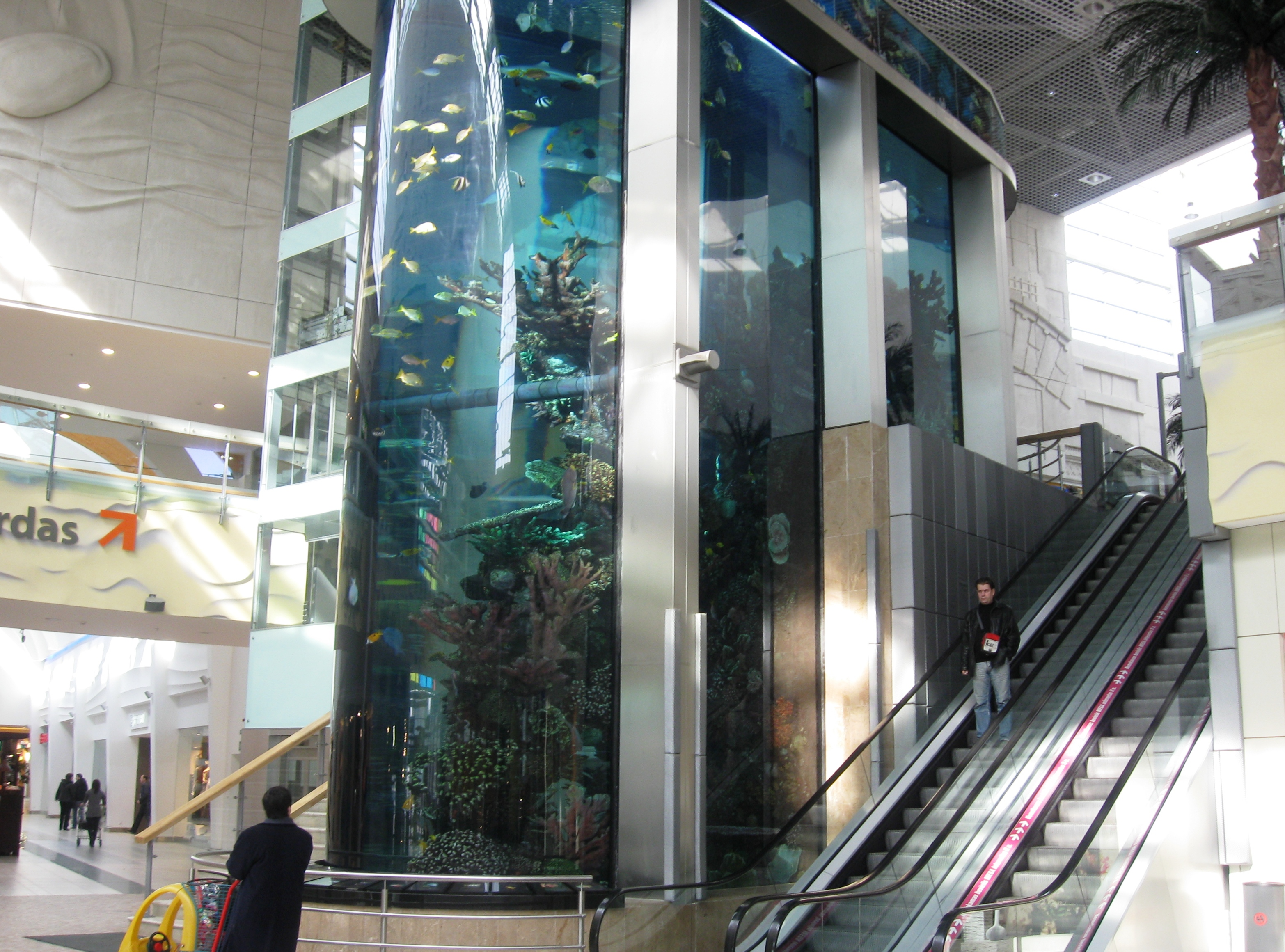
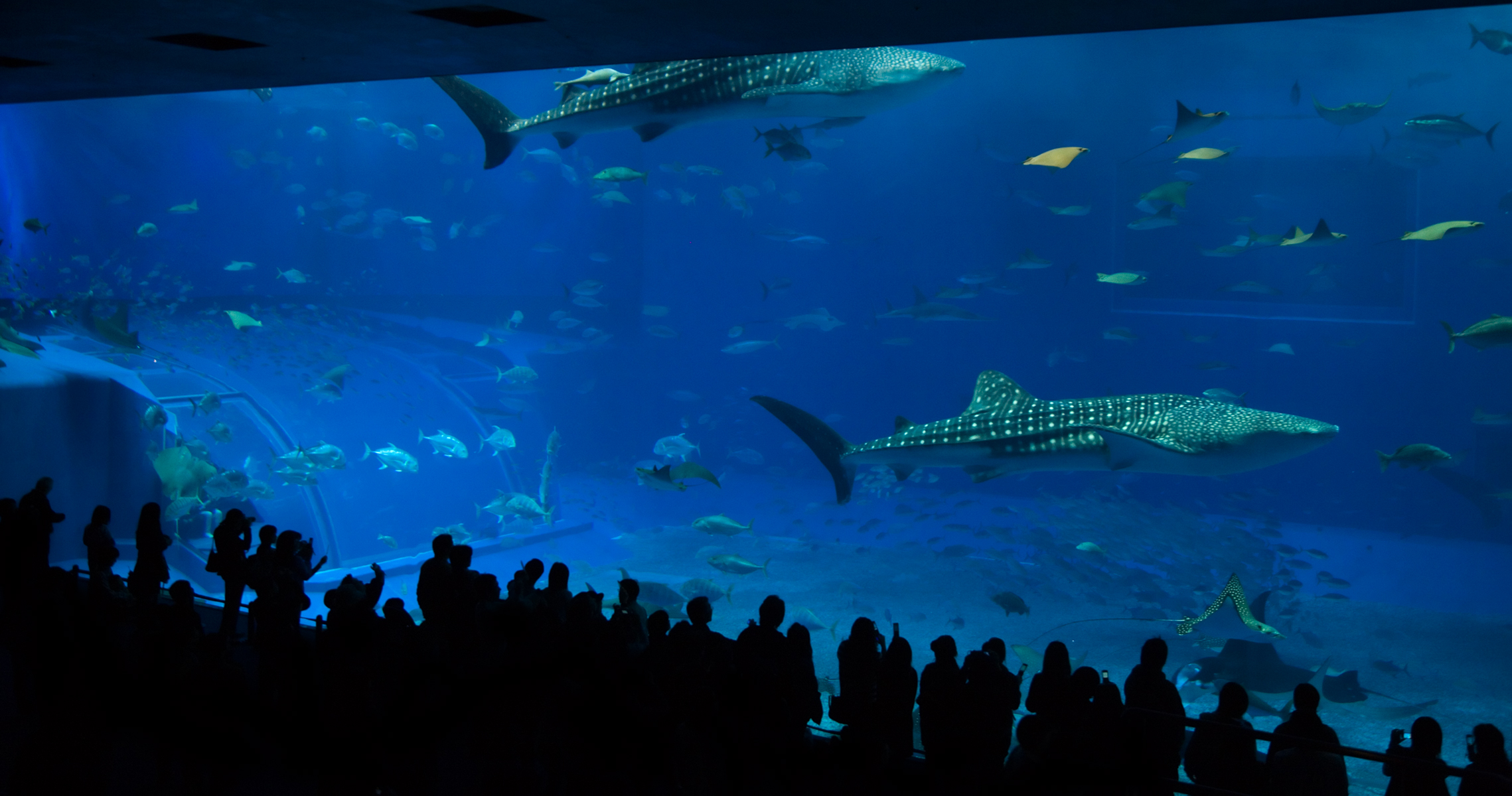
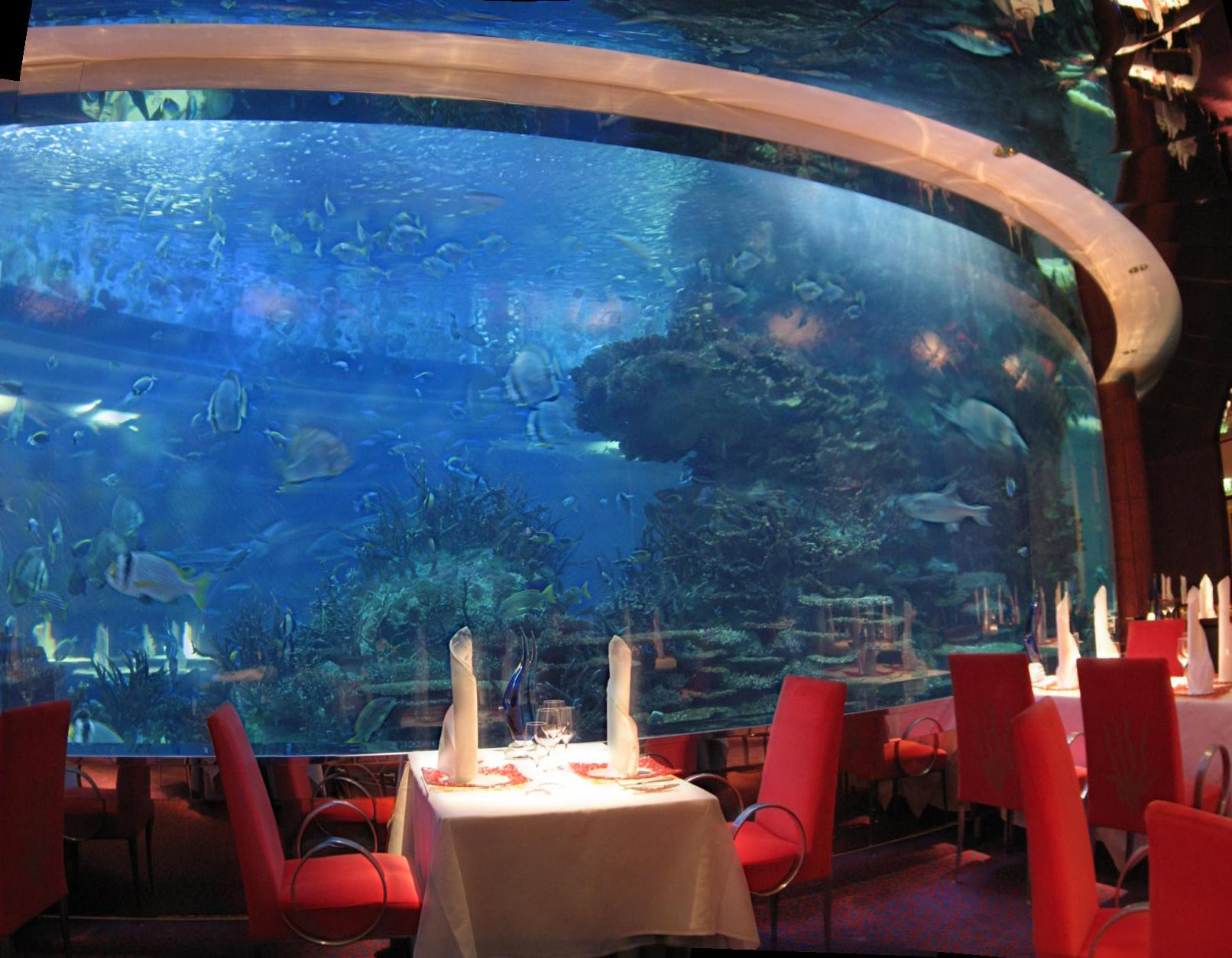
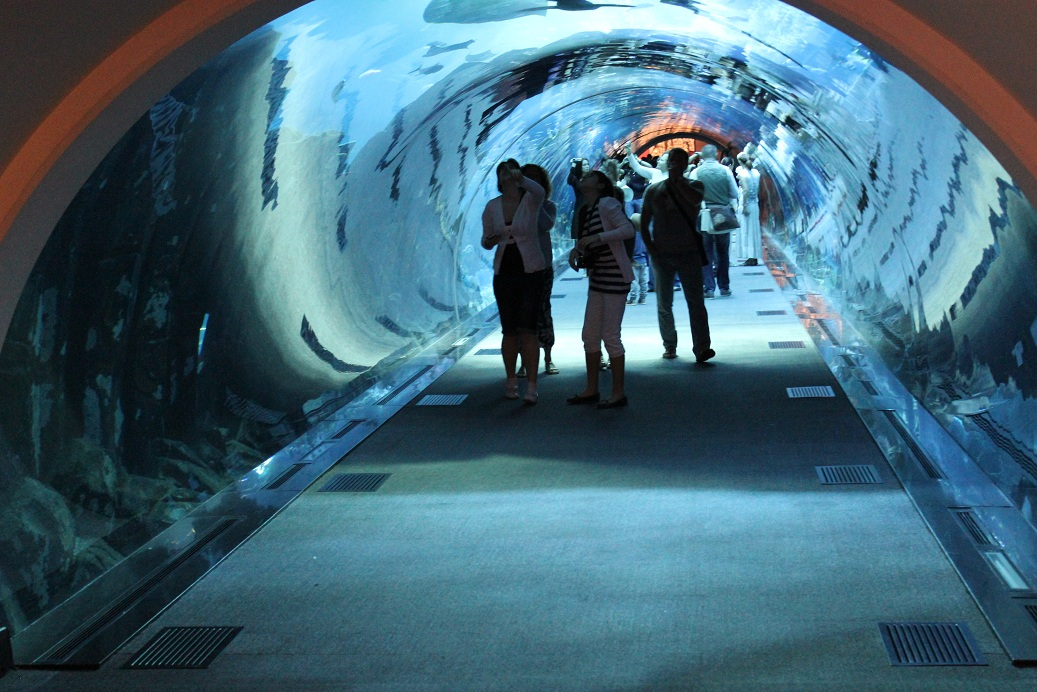

## Alguns aquàriums
La següent és una llista no exhaustiva d'aquaris:
- Aquari The Living Planet
- Aquari d'Alexandria
- Aquari d'Asamushi
- Aquari de la Badia de Monterey
- Aquari de Bangalore
- Aquari de Bangkok
- Aquari de Barcelona
- Aquari de Bergen
- Aquari de Dinamarca
- Aquari d'Istanbul
- Aquari de Gènova
- Aquari de Gdynia
- Aquari de Key West
- Aquari de Nàpols
- Aquari de Natal
- Aquari del Quebec
- Aquari de Rayong
- Aquari de Rodes
- Aquari de Taraporewala
- Aquari de Toba
- Aquari de València
- Aquari de Waikiki
- Aquari de Wasserbillig
- Aquari de la Florida
- Aquari de l'illa de Mactán
- Aquari de vida marina de Kelly Tarlton
- Aquari del COEX
- Aquari de l'estat de Texas
- Aquari del moll de Santa Mónica
- Aquari marí de Cabrillo
- Aquari marí nacional de Namíbia
- Aquari nacional de Nova Zelanda
- Aquari oceànic de Xangai
- Aquari i centre d'exhibicions de Long Island
- Aquari i museu d'història natural de Cracòvia
- Aquari i museu del Riu Miño
- Aquari Nacional de Malta